# Erwin Ninaus
Erwin Ninaus (* 23. Mai 1940; † 21. Juni 2020) war ein österreichischer Fußballspieler.

## Sportlicher Werdegang
Ninaus begann wie sein drei Jahre älterer Bruder Herbert Ninaus seine Karriere beim ASK Voitsberg, von dem er 1959 als Teenager gemeinsam mit dem Bruder zum Erstligisten Grazer AK wechselte. Kurze Zeit später entschlossen sich die Brüder, nach Australien auszuwandern. Dort liefen sie für den Sydney FC Prague auf, bei dem bereits der österreichische Landsmann Leopold Baumgartner unter Vertrag stand.
Im Gegensatz zu seinem Bruder, der in Australien sesshaft wurde und später auch für die australische Nationalmannschaft auflief, kehrte Erwin Ninaus in sein Geburtsland zurück und spielte hier zwischen 1962 und 1971 erneut für den Grazer AK in der höchsten Spielklasse. Dabei stand der Abwehrspieler mit der Mannschaft im Wettbewerb um den ÖFB-Cup 1961/62 gegen den FK Austria Wien auf dem Spielfeld, das gegen den Meister mit einer 1:4-Niederlage endete. Im anschließenden Europapokal der Pokalsieger 1962/63 erzielte der österreichische Internationale Johannes Jank gegen B 1909 Odense zwar das erste Europapokaltor der Klubhistorie, der Klub schied jedoch gegen den dänischen Vertreter aus dem Bewerb aus. Auch im Finale um den  ÖFB-Cup 1967/68 gehörte er mit dem Grazer AK zur unterlegenen Mannschaft, aber erneut ging das Spiel – dieses Mal mit 0:2 gegen den SK Rapid Wien – gegen den Meister verloren. Im Erstrundenduell im Europapokal der Pokalsieger 1968/69 brachte Erwin Hohenwarter zwar den GAK gegen ADO Den Haag in Führung, nach einer 1:4-Hinspiel- und 0:2-Rückspielniederlage kam das Aus abermals früh im Bewerb.